# Caesalpinia ebano
Caesalpinia ebano är en ärtväxtart som beskrevs av Gustav Karl Wilhelm Hermann Karsten. Caesalpinia ebano ingår i släktet Caesalpinia och familjen ärtväxter. Inga underarter finns listade i Catalogue of Life.